# Guaimar al IV-lea de Salerno

Principatul de Salerno în vremea lui Guaimar al IV-lea. El şi-a extins suzeranitatea asupra Ducatului de Amalfi și a Principatului de Capua, ca și asupra multor altor teritorii care aparținuseră Bizanțului.

Guaimar al IV-lea de Salerno (n. cca. 1013 – d. 2 sau 3 iunie 1052) a fost principe de  Salerno de la 1027 până la moarte, duce de Amalfi de la 1039 până la moarte, duce de Gaeta de la 1040 la 1041 și principe de Capua de la 1038 la 1047 în sudul Italiei. Guaimar a fost o figură importantă în faza finală a autorității bizantine în sudul Italiei și cea de început a puterii normande în Italia. Potrivit cronicarului Amato de Montecassino, Guaimar era "mai curajos decât tatăl său, mai generos și mai curtenitor."

## Originea și cuceririle timpurii
Guaimar s-a născut în jurul anului 1013, fiind cel mai vârstnic fiu al principelui Guaimar al III-lea de Salerno cu soția sa, Gaitelgrima, fiică a ducelui Pandulf al II-lea de Benevento. Guaimar avea un frate vitreg din căsătoria anterioară a tatălui său (cu Porpora de Tabellaria), Ioan, care a devenit co-principe din 1015. Când acesta a murit în 1018, Guaimar a preluat poziția de co-principe, guvernând alături de tatăl său. În 1022, împăratul Henric al II-lea a pornit o campanie în Italia de sud îndreptată împotriva bizantinilor și l-a trimis pe episcopul Pilgrim de Koln să îi atace pe Pandulf al IV-lea de Capua, supranumit "Lupul din Abruzzi", și pe Guaimar al III-lea de Salerno. Pandulf a fost luat prizonier, iar Guaimar s-a supus, trimițându-l pe fiul său ca ostatec. Împăratul german l-a retrimis la papa Benedict al VIII-lea, după care tânărul Guaimar a fost eliberat.
Tânărul Guaimar i-a succedat tatălui său în Salerno din anul 1027, la vârsta de 14 sau 16 ani, posibil sub regența mamei sale la început. De atunci, el s-a angrenat într-o lungă perioadă de încercare de a-și impune controlul asupra întregului sud al Peninsulei Italice.
În 1036, Guaimar a primit veste cum că unchiul său și totodată vechiul său aliat Pandulf al IV-lea de Capua, încercase să o violeze pe nepoata sa, fiică a cumnatei lui Guaimar și a ducelui de Sorrento. Apoi, el a primit omagiu de la fostul vasal al lui Pandulf, normandul Rainulf Drengot. Astfel, Guaimar a obținut sprijinul normanzilor pentru acțiunile sale din Italia de sud. În 1037, Guaimar a făcut un apel la arbitrajul ambilor împărați, cel occidental și cel bizantin, pentru a se stabili dacă Pandulf merită să guverneze. Împăratul Conrad al II-lea a dat curs invitației și a pornit către sud în primăvara anului 1038, cerând ostateci din partea lui Pandulf. Cu toate că Pandulf s-a conformat, ostatecii au reușit să evadeze, drept pentru care Capua a fost imediat supusă asediului. Odată ce Conrad a preluat acest principat, el l-a pus la dispoziția lui Guaimar în luna mai,, iar Guaimar a solicitat un titlu nobiliar pentru noul său vasal normand. Acesta i-a fost acordat, iar Rainulf Drangut a devenit astfel în mod oficial conte de Aversa, ca vasal al principatului de Salerno.
Guaimar a pornit imediat să preia în posesie noul său principat de Capua. La 15 august, el a cucerit Rocca Vandra, pe care a oferit-o abației de Montecassino. Între timp, normanzii din Aversa pacificau valea râului Sangro. După ce Pandulf al IV-lea a fugit la Constantinopol pentru a căuta ajutoare, Guaimar și-a îndreptat atenția către Amalfi. În aprilie 1039, venind în sprijinul ducelui depus și orbit Manso al II-lea, Guaimar l-a forțat pe noul duce de Amalfi, Ioan al II-lea și pe mama acestuia, Maria, o soră a lui Pandulf, să abdice și să plece în exil. Guaimar s-a autoinstalat ca duce de Amalfi. Apoi, în iulie, el a cucerit Sorrento, care fusese cucerit de către Pandulf în 1034. Apoi, Guaimar va oferi Sorrento fratelui său, Guy, odată cu titlul ducal. De asemenea, el a primit omagiul din partea ducelui de Neapole, Ioan al V-lea, care anterior, în 1037, solicitase medierea Constantinopolului.
Înspre nord, Guaimar a adus sub ascultarea sa Comino, Aquino, Traetto (în mai 1039), Venafro (octombrie 1040), Pontecorvo și Sora. În iunie 1040, el a ocupat și Gaeta, care fusese cucerită de Pandulf de Capua în 1032. După octombrie 1041, Guaimar încetează să mai apară în actele emise din Gaeta și se pare că ar fi fost alungat de către un uzurpator popular aflat în legătură cu vechea dinastie, Leon I. Până în decembrie 1042, totuși, Gaeta se afla în mâinile lui Rainulf, care o obținea de la Guaimar.

## Alianța cufamilia Hauteville
Imediat după aceea, Guaimar și-a legat soarta de cea a dinastiei normande Hauteville. Între timp, bizantinii, care nu dăduseră curs cererii de ajutor a lui Guaimar, pregăteau o expediție de mari proporții sub comanda generalului George Maniaces, pentru a-i ataca pe sarazinii din Sicilia. La cererea bizantinilor, Guaimar a trimis o cohortă de luptători longobarzi și normanzi, primul dintre aceștia fiind Guillaume, care, prin acțiunile sale din Sicilia, și-a dobândit epitetul de "Braț de Fier". În 1038, ca urmare a unor neînțelegeri cu generalul Maniakes, normanzii și longobarzii s-au întors fiind într-o stare de revoltă antibizantină și imediat au trecut la cucerirea Apuliei, aflate în teritoriul catepanatului bizantin. Față de această situație, Guaimar le-a acordat tot sprijinul, iar în 1042, răsculații l-au ales pe Guillaume Braț de Fier drept conte și au solicitat aprobarea din partea lui Guaimar, pe care l-au aclamat, în totală opoziție cu procedurile bizantine (1043). Guaimar, în concordanță cu teoria feudală, le-a acordat Melfi ca feudă.

Guaimario IV (1039 - 1047)

În 1044, împreună cu Guillaume Braț de Fier, Guaimar a început cucerirea Calabriei de la bizantini, ocazie cu care a construit un puternic castel la Squillace.
În anii ulteriori, Guaimar a întâmpinat dificultăți în a-și menține posesiunile, fiind confruntat atât cu împăratul german cât și cu normanzii. Rainulf Drengot, care încă deținea Aversa, a murit în 1045, iar comitatul său a trecut, în pofida tuturor protestelor lui Guaimar, nepotului său Asclettin. În același an, Guaimar s-a opus succesiunii vărului lui Asclettin, Rainulf Trincanocte, însă din nou rezultatul i-a fost împotrivă. Aceste dispute au făcut ca Aversa, până atunci loială lui Guaimar, să revină în stăpânirea lui Pandulf al IV-lea de Capua, de curând revenit din exilul de la Constantinopol. Războiul cu Pandulf a continuat între 1042 și 1047. Totuși, Guaimar și-a asigurat poziția, prin recunoașterea lui Drogo, fratele lui Guillaume Braț de Fier, după moartea acestuia din urmă din 1046, căruia Guaimar i-a dat-o ca soție pe sora sa, Gaitelgrima.

## Ultimele evoluții
Totuși, în 1047, munca de o viață a lui Guaimar nu era sigură. În acel an, împăratul Henric al III-lea a venit pentru a solicita omagiul din parte ducilor din sudul Italiei. Împăratul a restituit Capua lui Pandulf și a preluat sub suzeranitatea sa directă Aversa și Melfi. În continuare, l-a privat pe Guaimar de titlurile sale asupra Apuliei și Calabriei, punând capăt tulburătoarelor dușmănii feudale din regiune. De asemenea, Henric al III-lea a asediat Benevento, unde împărăteasa Agnes a fost reținută, iar porțile s-au închis în fața împăratului. În acel moment, Daufer, viitorul papă Victor al III-lea, fratele ducelui Pandulf al III-lea de Benevento, a părăsit acel oraș și a cerut protecția lui Guaimar, care i-a acordat imediat refugiu în La Trinità della Cava. Nepotul lui Daufer, Landulf s-a deplasat personal la Salerno pentru a se întâlni cu Guaimar și pentru a negocia revenirea lui Daufer. Acesta a revenit la Benevento, după ce a promis că alegerea sa de a duce o viață monahală va fi respectată.
În 1048, Pandulf, revenit ca principe de Capua, era din nou în război cu Guaimar. La moartea în acel an a lui Rainulf al II-lea de Aversa (Rainulf Trincanocte), fiul său declarat ca succesor, Herman, fiind minor, necesita un regent. Prima alegere, Bellebouche, a fost un eșec. Richard Drengot, un văr al lui Herman, se afla atunci într-o închisoare din Melfi, în urma unui conflict cu Drogo de Hauteville. Guaimar a obținut curând eliberarea lui Richard și l-a condus personal până la Aversa, unde normandul a fost instalat ca regent, unde mai târziu va deveni conte în sensul său deplin. Astfel, Guaimar a redobândit supunerea Aversei.

## Asasinarea
La sinodul din Benevento din iulie 1051, papa Leon al IX-lea a solicitat lui Guaimar și lui Drogo de Hauteville să pună capăt incursiunilor normanzilor asupra teritoriilor bisericești. La puțin vreme după aceea, Drogo a fost asasinat, probabil în urma unei conspirații finanțate de bizantini. În același an, pe 3 iunie 1052, Guaimar a căzut la rândul său asasinat în portul capitalei sale. Cei patru ucigași erau frații soției sale Gemma. Fratele lui Guaimar, Pandulf de Capaccio a fost de asemenea ucis, însă Guy de Sorrento a reușit să scape, în vreme ce sora și nepoata lui Guaimar au fost închise. Cumnații săi asasini au ocupat orașul și l-au ales pe Pandulf, cel mai vârstnic dintre ei, ca principe.
Scăpat de asasinat, Guy a fugit la normanzi și în curând, cu ajutorul acestora, cei patru conspiratori au fost asasinați în Salerno de către o largă forță normandă și de armata strânsă de Guy din rândul salernitanilor. Familiile asasinilor au căzut curând în mîinile asediatorilor, așa încât ei au început negocierea prin eliberarea lui Gisulf, fiul și moștenitorul lui Guaimar. Guy a acceptat capitularea imediat după aceea, promițând să nu tulbure în niciun fel familiile asasinilor lui Guaimar. Cu toate acestea, normanzii, care considerau că nu erau legați de jurământul făcut către Guy, i-au masacrat pe cei patru frați și 36 de alți asediați, câte unul pentru fiecare lovitură de cuțit primită de Guaimar. Astfel, normanzii și-au demonstrat loialitatea față de principele de Salerno chiar și după moartea acestuia.
Succesiunea lui Guaimar include stăpânirea sa, obținută fie prin cucerire, fie prin alte metode, asupra Salerno, Amalfi, Gaeta, Napoli, Sorrento, Apulia, Calabria și Capua. El a fost ultimul mare principe longobard din Italia de sud.

## Familia
Guaimar a fost căsătorit cu Gemma, fiică a contelui Laidulf din Capua, căsătoria având loc înainte de 1032. Ei au avut șase fii, dintre care cinci le-au supraviețuit, și cel puțin patru fiice.
În 1037, Guaimar l-a numit co-principe pe fiul cel mare, Ioan, sub numele de Ioan al IV-lea de Salerno, însă acesta a murit în 1039. Guaimar a fost succedat de cel de al doilea fiu, Gisulf al II-lea (numit co-principe din 1042), pe care normanzii l-au trecut sub protecția lor. Al treilea fiu a fost Landulf, senior de Policastro. Al patrulea, Guy a fost un aliat al normandului Robert Guiscard. Cel de al cincilea a fost Ioan, abate de Curte. Cel mai tânăr, Guaimar, l-a sprijinit să guverneze pe fratele său Gisulf.
Fiica cea mai mare a lui Guaimar a fost Sichelgaita, care va deveni soția lui Robert Guiscard. Cea mai tânără fiica a fost Gaitelgrima, pe care Guaimar a căsătorit-o cu Drogo de Hauteville, oferind o foarte bogată zestre. Gaitelgrima s-a mai măritat ulterior în două rânduri: cu Robert conte de Monte Sant'Angelo și cu un oarecare conte Alfred.